# Караја (Фиренца)
Караја је насеље у Италији у округу Фиренца, региону Тоскана.
Према процени из 2011. у насељу је живело 1201 становника. Насеље се налази на надморској висини од 107 м.